# NGC 6318

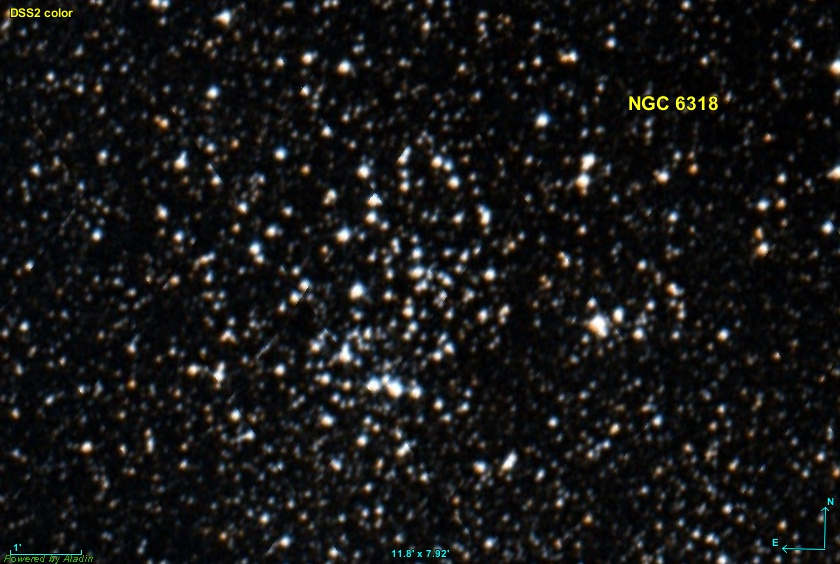

NGC 6318 é um aglomerado aberto na direção da constelação de Scorpius. O objeto foi descoberto pelo astrônomo James Dunlop em 1834, usando um telescópio refletor com abertura de 9 polegadas. Devido a sua moderada magnitude aparente (+11,8), é visível apenas com telescópios amadores ou com equipamentos superiores.